# Generalautorität
In der mormonischen Kirche Jesu Christi der Heiligen der Letzten Tage ist eine Generalautorität ein Mitglied im höchsten Führungszirkel der Kirche. Solch eine Person hat administrative und geistliche Aufgaben in der Kirche. Ihr Einsatzgebiet ist nicht beschränkt und umfasst die ganze Kirche. Als eine Gruppe werden Generalautoritäten auch die Brüder genannt. Seit dem Oktober 2017 gibt es in der HLT-Kirche 109 Generalautoritäten.

## Ursprung der Bezeichnung
Die erste Benutzung der Bezeichnung Generalautorität stammt aus Aufzeichnungen von Gesprächen des Präsidialen Hochpriesterumskollegiums im Jahre 1834. Obwohl in diesen Aufzeichnungen nicht genau von Generalautoritäten geredet wurde, wurde dies in der neueren Ausgabe des Buches Lehre und Bündnisse so geschrieben im Jahre 1835. Dort heißt es, dass die Entscheidungen des Kollegiums der Zwölf Apostel „kann nur von den Generalautoritäten der Kirche in Frage gestellt werden, falls es sich um Übertretung handelt“.

## Zusammensetzung und Unterschiede zu normalen Kirchenbeamten
Generalautoritäten sind immer Träger des Priestertums und sind in folgenden Organisationen der Kirche vorhanden.
| Organisation                               | Mitglieder                                                                                          | Titel, der den Mitgliedern gegeben wird                                                                                    | Dienstzeit |
| ------------------------------------------ | --------------------------------------------------------------------------------------------------- | --- | --- |
| Erste Präsidentschaft                      | Präsident der Kirche und seine ausgewählten Ratgeber                                                | Präsident | Präsident der Kirche: Lebenszeit Ratgeber: Bis zu ihrem eigenen Tod, Tod des Präsidenten der Kirche oder Entlassung auf Wunsch des Präsidenten                                      |
| Kollegium der Zwölf Apostel                | 12 Apostel                                                                                          | Ältester; Präsident des Kollegium der Zwölf Apostel oder Ausführender Präsident des Kollegium der Zwölf Apostel: Präsident | Normalerweise Lebenszeit, kann aber das Kollegium verlassen, um der Ersten Präsidentschaft beizutreten.                                                                             |
| Präsidentschaft der Siebziger              | 7 Siebziger, normalerweise werden diese von dem ersten und zweiten Kollegium der Siebziger genommen | Ältester | Variabel (gewöhnlich 5–8 Jahre); bis sie vom Präsidenten der Kirche entlassen werden, bleiben meistens dann immer noch ein Mitglied im ersten oder zweiten Kollegium der Siebziger. |
| Erstes Kollegium der Siebziger             | bis zu 70 Siebziger                                                                                 | Ältester | Lebenszeit; werden normalerweise im Alter von 70 Jahren entlassen und emeritieren.                                                                                                  |
| Zweites Kollegium der Siebziger            | bis zu 70 Siebziger                                                                                 | Ältester | Variabel (gewöhnlich 5–7 Jahre); bis sie vom Präsidenten der Kirche entlassen werden.                                                                                               |
| Präsidierende Bischofschaft                | 3 Bischöfe: ein präsidierender Bischof und zwei Ratgeber                                            | Bischof | Variabel (gewöhnlich 9–12 Jahre); bis zur Entlassung durch den Präsidenten der Kirche; wird normalerweise ein Mitglied im Ersten Kollegium der Siebziger nach Entlassung.           |
| Oberster Patriarch                         | 1 Patriarch, normalerweise ein Nachfahre von Joseph Smith, Sr.                                      | Ältester | Aufgelöst; Lebenszeit; im Jahre 1979 wurde Eldred G. Smith entlassen und emeritiert. Ein neuer oberster Patriarch wurde seit seinem Tod im Jahre 2013 nicht ausgerufen.             |
| Assistent des Kollegiums der Zwölf Apostel | Aufgelöst (war variabel)                                                                            | Aufgelöst (war Ältester)                                                                                                   | Alle Assistenten wurden dem Ersten Kollegium der Siebziger hinzugefügt im Jahre 1976 und die Position wurde aufgelöst.                                                              |

### Allgemeine Kirchenbeamte
Nicht alle Kirchenbeamten mit Aufgaben in der ganzen Kirche sind Generalautoritäten. Die leitenden Kirchenbeamten der Schwesterorganisationen der Kirche gelten nicht als Generalautoritäten.
Die Schwesterorganisationen der Kirche sind:
- Junge Männer
- Sonntagsschule
- Frauenhilfsvereinigung
- Junge Frauen
- Primärvereinigung

Die drei letztgenannten Organisationen sind die einzigen Organisationen in der ganzen Kirche, die von Frauen geleitet werden.
Auch ausgenommen von dem Begriff Generalautoritäten sind die Mitglieder in den dritten bis achten Kollegien der Siebziger. Diese sind für ein bestimmtes geografisches Gebiet zuständig und werden deshalb Gebietssiebziger genannt.
Bis zum Jahr 2004 wurde die Leitung der Organisationen Junge Männer und Sonntagsschule von Generalautoritäten besetzt. Thomas S. Monson beendete diese Praxis.
Wegen dieser Veränderung gibt es keine Generalautoritäten in den Schwesterorganisationen der Kirche. Normalerweise bekommen die Generalautoritäten die Vollmacht der Siegelung und die Vorsitzenden der Schwesterorganisationen und Gebietssiebziger bekommen diese nicht.

## Dienstzeit
Eine Person wird normalerweise vom Präsidenten der Kirche oder einem Mitglied des Kollegiums der Zwölf Apostel zur Generalautorität berufen. Der Präsident der Kirche und die Apostel dienen gewöhnlich ihr ganzes Leben in dieser Position. Jedoch gab es schon Vorfälle, wo Mitglieder verstoßen oder exkommuniziert wurden.
Wie in jeder Berufung in der Kirche, dienen Generalautoritäten, bis sie entlassen werden. Für die Mitglieder im Ersten Kollegium der Siebziger gilt, dass sie diese Position auf Lebenszeit behalten, jedoch mit ihrem siebzigsten Geburtstag emeritieren. Die Mitglieder des Zweiten Kollegium der Siebziger dienen normalerweise fünf bis sieben Jahre und werden danach entlassen und sind keine Generalautoritäten mehr. Die Mitglieder der Präsidierenden Bischofschaft werden nach ihrer Dienstzeit Mitglieder im Ersten Kollegium der Siebziger und werden auf diese Weise lebenslang in der Kirche eingesetzt.

## Allgemeine Zustimmung
Bei der Generalkonferenz werden alle Anwärter auf einen Platz als Generalautorität vorgestellt. Jedes Mitglied kann durch Heben der Hand signalisieren, dass es einverstanden ist mit dem Kandidaten. Es wird bei der Generalkonferenz über alle personellen Änderungen abgestimmt. Diese Prozedur basiert auf einer Herangehensweise, die im Buch Lehre und Bündnisse festgelegt wurde.

## Premieren bei den Generalautoritäten
| Premiere                                              | Person                | Datum             | Position                                   | Bemerkungen |
| ----------------------------------------------------- | --------------------- | ----------------- | ------------------------------------------ | --- |
| Erste Generalautorität der zweiten Generation         | Joseph Smith, Sr.     | 18. Dezember 1833 | Oberster Patriarch                         | Sohn Joseph Smith, Jr. war Präsident der Kirche Jesu Christi der Heiligen der Letzten Tage                                                               |
| Erste nicht-amerikanische Generalautorität            | John Taylor           | 19. Dezember 1838 | Kollegium der Zwölf Apostel                | Geboren in England; trat der Kirche in Kanada bei |
| Erste Generalautorität der dritten Generation         | John Smith            | 18. Februar 1855  | Oberster Patriarch                         | Vater war Hyrum Smith, Großvater war Joseph Smith, Sr.                                                                                                   |
| Erste Generalautorität der vierten Generation         | Joseph Fielding Smith | 7. April 1910     | Kollegium der Zwölf Apostel                | Vater war Joseph F. Smith; Großvater war Hyrum Smith; Urgroßvater war Joseph Smith, Sr.                                                                  |
| Erste aus Asien abstammende Generalautorität          | Adney Y. Komatsu      | 4. April 1975     | Assistent des Kollegiums der Zwölf Apostel | Trat dem Ersten Kollegium der Siebziger im Jahre 1976 bei; emeritierte im Jahre 1993                                                                     |
| Erste Generalautorität, die indianischer Herkunft ist | George P. Lee         | 3. Oktober 1975   | Erstes Kollegium der Siebziger             | Exkommuniziert im Jahre 1989 |
| Erste Generalautorität aus Europa                     | Charles A. Didier     | 3. Oktober 1975   | Erstes Kollegium der Siebziger             | Stammt aus Belgien; war Mitglied der Präsidentschaft der Siebziger in den Jahren von 1992 bis 1995 und von 2001 bis 2007; emeritierte am 3. Oktober 2009 |
| Erste Generalautorität aus Asien                      | Yoshihiko Kikuchi     | Oktober 1977      | Erstes Kollegium der Siebziger             | Stammt aus Japan; emeritierte am 1. Oktober 2011 |
| Erste Generalautorität aus dem Vereinigten Königreich | Derek A. Cuthbert     | März 1978         | Erstes Kollegium der Siebziger             | |
| Erste Generalautorität aus Lateinamerika              | Ángel Abrea           | 20. März 1981     | Erstes Kollegium der Siebziger             | Emeritierte im Jahre 2003 |
| Erste Generalautorität aus Australien                 | Robert E. Sackley     | April 1988        | Erstes Kollegium der Siebziger             | Wechselte zum Zweiten Kollegium der Siebziger im Jahre 1989; starb im Jahr 1993                                                                          |
| Erste schwarze Generalautorität                       | Helvécio Martins      | April 1990        | Zweites Kollegium der Siebziger            | Entlassen im Jahre 1995 |

## Weitere Literatur
- Generalautoritäten in der Enzyklopädie des Mormonismus